# ちゃんちゃんちゃん物語
『ちゃんちゃんちゃん物語』（ちゃんちゃんちゃんものがたり）は、1956年4月11日から1956年10月30日までNHKテレビ（現：NHK総合テレビ）で放送された影絵である （全29回）。
人形劇スロット「シルエット」の13作目となる本作は、科学的な視点から物語が進む。
なお、本作は生放送だったため、NHKアーカイブスには映像は一切残っていない。

## 放送リスト
| 話数   | 放送日         | タイトル                 |
| ------ | -------------- | ------------------------ |
| 1      | 1956年4月11日  | はじまりはじまりの巻     |
| 2      | 1956年4月18日  | 土の中の巻 その1         |
| 3      | 1956年4月25日  | 土の中の巻 その2         |
| 4      | 1956年5月2日   | 遊園地の巻               |
| 5      | 1956年5月9日   | 不明                     |
| 6      | 1956年5月16日  | おとぎの国の巻           |
| 7      | 1956年5月23日  | 動物園の巻 その1         |
| 8      | 1956年5月30日  | 動物園の巻 その2         |
| 9      | 1956年6月5日   | 大都会の巻 その1         |
| 10     | 1956年6月12日  | 大都会の巻 その2         |
| 11     | 1956年6月19日  | コンツク山の巻 その1     |
| 12     | 1956年6月26日  | コンツク山の巻 その2     |
| 13     | 1956年7月3日   | コンツク山の巻 その3     |
| 14     | 1956年7月10日  | コンツク山の巻 その4     |
| 15     | 1956年7月17日  | 旅行の巷                 |
| 16     | 1956年7月24日  | しょっぱいお菓子の巻     |
| 17     | 1956年7月31日  | お菓子工場の巻 その1     |
| 18     | 1956年8月7日   | お菓子工場の巻 その2     |
| 19     | 1956年8月14日  | お菓子工場の巻 その3     |
| 20     | 1956年8月21日  | 海へ行くの巻             |
| 21     | 1956年8月28日  | 燈台へ燈台への巻         |
| 22     | 1956年9月4日   | あらしの海での巻         |
| 23     | 1956年9月7日   | あらしのあとでの巻       |
| 24     | 1956年9月11日  | 月の世界へ行くの巻 その1 |
| 25     | 1956年9月12日  | 月の世界へ行くの巻 その2 |
| 26     | 1956年10月2日  | 夢からさめたの巻         |
| 27     | 1956年10月9日  | さあたいへんだの巻 その1 |
| 28     | 1956年10月23日 | さあ大変だの巻 その2     |
| 最終回 | 1956年10月30日 | おしまいの巻             |